# Симонов, Рэм Александрович
Рэм Александрович Симонов (29 декабря 1929 года, Кзыл-Орда, Казахская ССР, СССР — 7 декабря 2023 года, Москва, Россия) — советский и российский учёный в области истории математики, доктор исторических наук. Педагог высшей школы, профессор.
Внёс значительный вклад в изучение истории математики Древней Руси, обретение математических результатов, полученных далёкими отечественными предшественниками, в развитие отечественной науки о книжной культуре и вспомогательных исторических дисциплин.

## Биография
Родился в семье начальника кинофикации Северного Казахстана, Александра Марковича Симонова. Мать, Вера Петровна Симонова, также работала в сфере кино, дед по материнской линии, Пётр Дмитриевич Артюшкин, заведовал детским домом. В связи с нездоровьем матери, которой врачи настоятельно рекомендовали сменить климат, семья переехала на Северный Кавказ в Кисловодск.
В 1952 году окончил, с отличием, физико-математический факультет Пятигорского государственного педагогического института, во время учёбы посещал также занятия на историческом факультете того же института. Ученик Д. Д. Мордухай-Болтовского и А. Б. Селихановича. По окончании института продолжил своё образование в аспирантуре механико-математического факультета МГУ. Защитил диссертацию на соискание учётной степени кандидата педагогических наук на тему «Педагогическое наследие А. Ю. Давидова» (1958).
С 1954 года преподавал высшую математику в ряде вузов — МИФИ, ВЗИ пищевой промышленности, Московское высшее пограничное командное училище КГБ, Московский автомобильно-дорожный институт, Заочный институт советской торговли. В 1962—1963 годах стажировался в Софийском университете. В 1972—1978 годах работал во Всесоюзном научно-исследовательском институте документоведения и архивного дела, возглавлял лабораторию математического обеспечения АСУ в архивах, занимал должность сотрудника сектора прогнозирования архивной деятельности. В 1978 году занял должность профессора на кафедре высшей математики Московского полиграфического института. В 2003 году перешёл в Научный центр исследований книжной культуры при издательства «Наука».
Доктор исторических наук (1973), тема диссертации «Древнерусские математические знания и их значение для исторической науки».
Опубликовал 780 научных работ. Воспитал 16 кандидатов и докторов наук. Имел ряд наград, в том числе, медаль «Ветеран труда» и медаль «В память 850-летия Москвы».
Был бессменным организатором и руководителем международной научной конференции «Новгородика».
Ушёл из жизни 7 декабря 2023 года.

## Научные интересы
История математики и математического образования в России и славянских странах. Крупнейший специалист по трудам Кирика Новгородца.
Вёл исследования по астрономии, археологии, архивному делу, библиографии, богословию, искусствоведению, истории, культурологии, книговедению, логике, педагогике, психологии, этнографии, филологии, философии.
Открытие Р. А. Симоновым сведений о естественнонаучных знаниях Древней Руси сравнивали с открытием Н. Карамзиным древнерусской истории и обнаружением берестяных грамот.